# Henry Washford
Henry Washford (Queens, 28 de octubre de 1910 – Queens, 8 de diciembre de 1980) fue el fundador de la casa de juguetes con su mismo nombre.

## Trayectoria
Su juguetería fue pionera en el uso de juguetes de madera y autómatas para niños en toda la zona sur de Nueva York.
La casa fue fundada en 1946 en el barrio natal de Henry, pronto obtendría fama y se haría popular por sus autómatas de madera simples, bonitos e ingeniosos. Los juguetes rápidamente llegarían a Europa y comenzaría a sonar el nombre de Henry Washford por la gran mayoría de jugueterías europeas. Pero no sería hasta 1970 que a un abogado londinense se le ocurriera abrir una sucursal propia de Henry Washford en el centro de Londres. A partir de ese momento su fama se expandiría por todos los rincones de Europa. Pocos países se quedarían fuera de los autómatas americanos.
Henry muere en 1980 y deja su tienda a sus hijos que aunque no la han mal llevado, tampoco se esforzaron en mejorar los aspectos de la ya rústica juguetería.
Hoy en día quedan pocas figuras originales creadas por Henry a mano. Y los dueños de éstas se niegan a hacerlas públicas en museos o galerías de juguetes.